# Scapania nana
Scapania nana là một loài rêu trong họ Scapaniaceae. Loài này được Amak. & S. Hatt. mô tả khoa học đầu tiên năm 1953.
Danh pháp khoa học của loài này chưa được làm sáng tỏ. 